# Didymodoxa caffra
Didymodoxa caffra là loài thực vật có hoa trong họ Tầm ma. Loài này được (Thunb.) Friis & Wilmot-Dear mô tả khoa học đầu tiên năm 1985.